# Acrosorium
Acrosorium, rod crvenih algi iz porodice Delesseriaceae, smješten u tribus Cryptopleureae. 
Tipična vrsta (holotip) je Acrosorium aglaophylloides, danas priznata kao Acrosorium ciliolatum

## Vrste
1. Acrosorium acrospermum (J.Agardh) Kylin
2. Acrosorium amphiroae Jaasund
3. Acrosorium ciliolatum (Harvey) Kylin
4. Acrosorium cincinnatum M.J.Wynne
5. Acrosorium decumbens (J.Agardh) Kylin
6. Acrosorium deformatum (Suhr) Papenfuss
7. Acrosorium flabellatum Yamada
8. Acrosorium fragile W.R.Taylor
9. Acrosorium krishnamurthyi M.Umamaheswara Rao
10. Acrosorium maculatum (Sonder ex Kützing) Papenfuss
11. Acrosorium minus (Sonder) Kylin
12. Acrosorium odontophorum M.Howe & W.R.Taylor
13. Acrosorium okamurae Noda
14. Acrosorium papenfussii W.R.Taylor
15. Acrosorium polyneurum Okamura
16. Acrosorium procumbens E.Y.Dawson
17. Acrosorium yendoi Yamada